# Bawofanayama
Bawofanayama is een bestuurslaag in het regentschap Nias Selatan van de provincie Noord-Sumatra, Indonesië. Bawofanayama telt 756 inwoners (volkstelling 2010).